# (6759) 1980 KD
(6759) 1980 KD est un objet de la ceinture principale d'astéroïdes de 18,673 km de diamètre découvert en 1980.

## Description
(6759) 1980 KD a été découvert le 21 mai 1980 à l'observatoire de La Silla, au Chili,  par H. Debehogne.

### Caractéristiques orbitales
L'orbite de cet astéroïde est caractérisée par un demi-grand axe de 3,23 UA, un périhélie de 2,63 UA, une excentricité de 0,19 et une inclinaison de 8,72° par rapport à l'écliptique. Du fait de ces caractéristiques, à savoir un demi-grand axe entre 3,2 et 4,6 UA, il est classé, selon la JPL Small-Body Database, comme objet de la ceinture principale extérieure.

### Caractéristiques physiques
(6759) 1980 KD a une magnitude absolue (H) de 12,5 et un albédo estimé à 0,061, ce qui permet de calculer un diamètre de 18,673 km. Ces résultats ont été obtenus grâce aux observations du Wide-Field Infrared Survey Explorer (WISE), un télescope spatial américain mis en orbite en 2009 et observant l'ensemble du ciel dans l'infrarouge, et publiés en 2011 dans un article présentant les premiers résultats concernant les astéroïdes de la ceinture principale.